# Benjaloud Youssouf
Benjaloud Youssouf (ur. 11 lutego 1994 w Marsylii) – komoryjski piłkarz grający na pozycji prawego obrońcy. Od 2021 jest piłkarzem klubu LB Châteauroux.

## Kariera klubowa
Swoją karierę piłkarską Youssouf rozpoczął w FC Nantes. W sezonie 2012/2013 był zawodnikiem rezerw tego klubu. W 2013 roku przeszedł do trzecioligowego US Orléans. Swój debiut w nim zaliczył w zwycięskim 2:0 wyjazdowym spotkaniu z Bourg-en-Bresse. W sezonie 2013/2014 awansował z nim do Ligue 2, a w sezonie 2014/2015 spadł z nim z powrotem do Championnat National. W sezonie 2015/2016 ponownie awansował z Orléans do Ligue 2.
W lipcu 2018 Youssouf przeszedł do drugoligowego AJ Auxerre. Zadebiutował w nim 31 lipca 2017 w wygranym 1:0 domowym meczu z RC Lens. Zawodnikiem Auxerre był przez trzy sezony.
Latem 2020 Youssouf został piłkarzem trzecioligowego Le Mans FC. Swój debiut w nim zanotował 21 sierpnia 2020 w zremisowanym 3:3 wyjazdowym meczu z Annecy FC. W Le Mans występował przez rok.
Latem 2021 Youssuf trafił do trzecioligowego LB Châteauroux, w którym zadebiutował 13 sierpnia 2021 w przegranym 1:3 wyjazdowym meczu z US Avranches.
| Sezon   | Klub         | Kraj    | Rozgrywki              | Mecze | Gole |
| ------- | ------------ | ------- | ---------------------- | ----- | ---- |
| 2012/13 | FC Nantes B  | Francja | CFA 2                  | 0     | 0    |
| 2013/14 | US Orléans   | Francja | Championnat National   | 1     | 0    |
| 2014/15 | US Orléans   | Francja | Ligue 2                | 16    | 1    |
| 2015/16 | US Orléans   | Francja | Championnat National   | 18    | 2    |
| 2016/17 | US Orléans   | Francja | Ligue 2                | 33    | 3    |
| 2017/18 | AJ Auxerre   | Francja | Ligue 2                | 16    | 0    |
| 2017/18 | AJ Auxerre B | Francja | Championnat National 3 | 4     | 1    |
| 2018/19 | AJ Auxerre   | Francja | Ligue 2                | 11    | 0    |
| 2018/19 | AJ Auxerre B | Francja | Championnat National 3 | 8     | 1    |
| 2019/20 | AJ Auxerre B | Francja | Championnat National 3 | 8     | 2    |
| 2020/21 | Le Mans FC   | Francja | Championnat National   | 32    | 4    |

## Kariera reprezentacyjna
W reprezentacji Komorów Youssouf zadebiutował 7 października 2015 w zremisowanym 0:0 meczu eliminacji do MŚ 2018 z Lesotho, rozegranym w Moroni. W 2022 został powołany do kadry na Puchar Narodów Afryki 2021. Na tym turnieju rozegrał cztery mecze: grupowe z Gabonem (0:1), z Marokiem (0:2) i z Ghaną (3:2) oraz w 1/8 finału z Kamerunem (1:2).